# Quærendo
Quærendo. A Journal Devoted to Manuscripts and Printed Books is een in Nederland verschijnend, Engelstalig tijdschrift gewijd aan boekgeschiedenis.
Quærendo bestaat sinds 1971 en verschijnt vier keer per jaar. Het bevat wetenschappelijke artikelen over boekgeschiedenis, met name over die van de lage landen. De artikelen zijn in het Engels, maar het tijdschrift bevat ook Frans- en Duitstalige bijdragen. Het wordt uitgegeven door de Nederlandse, wetenschappelijke uitgeverij Brill te Leiden.
Van 1971 tot 2011 was Ton Croiset van Uchelen hoofdredacteur van het tijdschrift. Sinds 2012 wordt deze functie waargenomen door Lisa Kuitert.